# Hastings (Nebraska)
Hastings è una città degli Stati Uniti d'America, nella contea di Adams nello Stato del Nebraska.